# Vaghatur
Vaghatur (in armeno Վաղատուր) è un comune di 476 abitanti (2010) della Provincia di Syunik in Armenia.